# Матвеева, Полина Валерьевна
Полина Валериевна Матвеева (род. 8 августа 2002, Самара) — российская волейболистка, связующая. Мастер спорта России.

## Биография
Полина Матвеева родилась в Самаре в семье баскетболиста Валерия Матвеева и волейболистки Ирины Матвеевой. Её сестра — Яна Митрофанова (Матвеева; р. 1992) является профессиональной баскетболисткой, выступавшей за команды из Самары и Омска. Волейболом Полина начала заниматься в самарской СДЮСШОР № 17 под руководством своей матери. В 2018 приглашена в Казань, где выступала за фарм-команды ВК «Динамо-Казань» в Молодёжной лиге и высшей лиге «А» чемпионата России.
С 2019 по 2023 являлась игроком подмосковной команды «Заречье-Одинцово», в составе которой дебютировала в суперлиге российского чемпионата. В 2023 году вернулась в Казань, заключив контракт с ВК «Динамо-Ак Барс».
В 2017—2019 Полина Матвеева выступала за сборные России различных возрастов, в составе которых дважды становилась призёром чемпионатов Европы, а в 2018 году — победителем континентального первенства среди девушек. В том же году признавалась лучшей связующей юниорского и молодёжного чемпионатов Европы.
В 2019 дебютировала в национальной сборной России, приняв участие в розыгрыше Лиги наций. В 2021 году в составе сборной приняла участие в Олимпийских играх в Токио.

### Клубная карьера
- 2018—2019 —  «Динамо-Академия»-УОР (Казань) — молодёжная лига;
- 2018—2019 —  «Динамо-Казань»-УОР (Казань) — высшая лига «А»;
- 2019—2023 —  «Заречье-Одинцово» (Московская область) — суперлига;
- с 2023 —  «Динамо-Ак Барс» (Казань) —суперлига.

## Достижения

### Клубные
- Чемпионка России 2024;
  - серебряный призёр чемпионата России 2025.
- победитель розыгрыша Кубка России 2024;
  - серебряный призёр Кубка России 2025.
- обладатель Суперкубка России 2024.
- серебряный призёр Молодёжной лиги чемпионата России 2019.

### Со сборными
- участница Олимпийских игр 2020 (2021).
- серебряный призёр молодёжного чемпионата Европы 2018.
- чемпионка Европы среди девушек 2018.
- серебряный призёр чемпионата Европы среди младших девушек 2017.
- участница чемпионата мира среди девушек 2019.
- участница Лиги наций 2019 и 2021.
- бронзовый призёр Всероссийской спартакиады 2022 в составе федеральной территории «Сириус».

### Индивидуальные
- 2018: лучшая связующая чемпионата Европы среди девушек.
- 2018: лучшая связующая молодёжного чемпионата Европы.